# Рудник Катаббіо-Фонтанелле
Рудник Катаббіо-Фонтанелле (Catabbio-Fontanelle) – колишня копальня у італійському регіоні Тоскана, за сім десятків кілометрів на південний схід від Сієни.
Розташований на півдні Тоскани район вулкану Монте-Аміата відомий своїми копальнями ртутної руди (найбільшими серед яких були Аббадія-Сан-Сальваторе та Сієле), при цьому майданчик Катаббіо-Фонтанелле ввели в розробку пізніше за всі інші. В 1960-х роках розвідувальні, а потім і видобувні роботи тут почала компанія Società Mineraria Rimbotti, а в 1967-му копальня перейшла під контроль Società Mercurifera Italiana, що належала до групи Edison (незадовго до того унаслідок злиття стала частиною хімічного гіганту Montedison).
Розробка велась підземним способом, при цьому в 1965 – 1967 роках видобута з Катаббіо-Фонтанелле руда відправлялась на плавильний завод рудника Баньоре. Також були вжиті заходи зі створення власного плавильного виробництва, зокрема, змонтовані печі, які, втім, так і не встигли запустити.
Видобуток на Катаббіо-Фонтанелле припинився у 1972 (за іншими даними – вже у 1969) році, а на 1977-й припав відзив гірничої ліцензії.